# Formação Alto Garças
A Formação Alto Garças é uma formação geológica da Bacia do Paraná, de idade Ordoviciana. Ela é constituída principalmente por arenitos quartzosos de granulação fina a grossa, pouco feldspáticos, que na
sua porção superior podem apresentar-se síltico-argilosos
e de cor avermelhada. Sua espessura máxima é da ordem de 300 m.

## Ver também

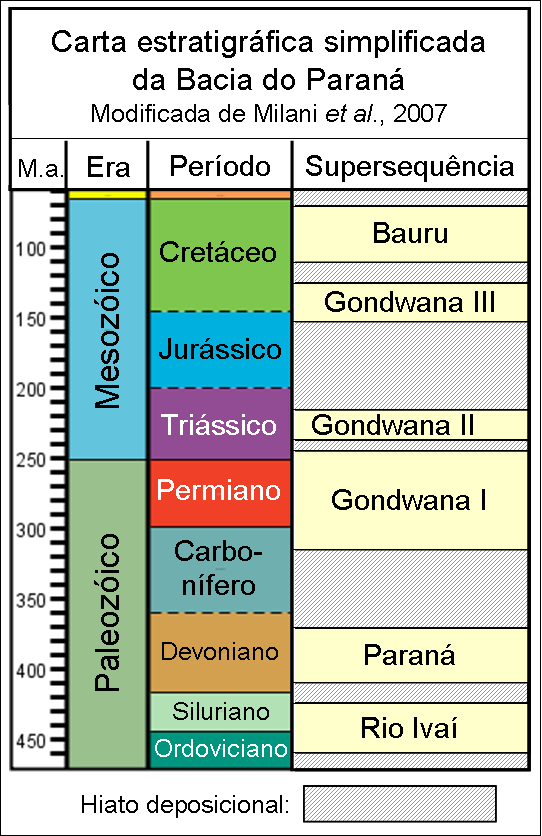
Carta estratigráfica simplificada da Bacia do Paraná mostrando as supersequências. A Formação Alto Garças pertence à Supersequência Rio Ivaí. (M.a.: milhões de anos).